# Irena Dousková
Irena Dousková (Příbram, 1964. augusztus 18. –) kortárs cseh írónő, aki elsősorban regényeket ír, de novellákat és verseket is.

## Élete
Irena Dousková Irena Freistadtová néven született Příbramban 1964-ben. Anyja és mostohaapja is a Příbram színház színészei voltak. Apja, Petr Freistadt színházi rendező volt, aki 1964-ben emigrált Izraelbe. Vezetéknevét apja nevéről anyja leánykori nevére, Douskovára változtatta.
1976-ban Dousková családja Prágába költözött. A középiskola elvégzése után könyvtárosként és titkárnőként dolgozott, majd felvételt nyert a Károly Egyetem jogi karára. Diplomáját 1989-ben szerezte meg, de soha nem dolgozott jogászként.
Ehelyett drámaíróként, majd újságíróként dolgozott több újságnál, mielőtt főállású író lett volna.
Dousková először költészete révén jelent meg a cseh irodalmi színtéren. Tagja volt a LiDi csoportnak, 1988-tól kezdve rajtuk keresztül mutatta be verseit. Számos folyóiratban és újságban publikált. Munkásságának fókusza csak később került a prózára.

## Művei
1988-ban elkészült a LiDi Társaság időnként kibővített Almanachja, 1991-ben pedig egy versgyűjtemény, amelynek recessziós neve Kadění volt, 200 darabos kiadásban WC-papírtekercsekre.
1992-ben Dousková Versgyűjteményt adott ki Pražský zázrak (Prágai csoda) címmel.
1997-ben jelentette meg első prózai művét Goldstein píše dceři (Goldstein a lányának ír) címmel, amelyet 1998-ban a Hrdý Budžes követett. A Hrdý Budžes az irodalomkritikusok által legnagyobbra értékelt, az olvasók körében is legkedveltebb műve. Színdarabot is készítettek belőle, amely majdnem olyan népszerűvé vált, mint az eredeti mű.
Dousková továbbra is körülbelül háromévente ír új regényt, emellett novellákat és verseket is publikált.
Dousková munkásságának néhány jellemzője az irónia és a humor használata a tragikus témák megszólaltatására. Ez lehetővé teszi számára, hogy olyan módon írja le a modern történelem sötét időszakait, különösen a kommunista Csehszlovákiát és a zsidó történelmet, amely vonzza az olvasókat.
Műveinek trilógiája --- Hrdý Budžes, Oněgin byl Rusák és Darda (Helena Součková sorozat) --- egy iskoláslány történetét követi a kommunista Csehszlovákia 1970-es „normalizációs” időszakában. Dousková ebben az időszakban egyidős volt a főszereplővel, így személyes tapasztalatait is felhasználva valósághűbbé tudta tenni az írást.
Dousková az egyik legsikeresebb modern cseh szerző külföldön, legalább tizenhárom nyelvre fordították le írásait.

## Bibliográfia

### Költészet
- 1992 – Pražský zázrak
- 2009 – Bez Karkulky
- 2016 – Na půl ve vzduchu

### Próza
- 1997 – Goldstein píše dceři
- 1998 – Hrdý Budžes
- 2000 – Někdo s nožem
- 2002 – Doktor Kott přemítá
- 2004 – Čím se liší tato noc
- 2006 – Oněgin byl Rusák
- 2008 – O bílých slonech
- 2011 – Darda
- 2014 – Medvědí tanec

### Gyűjtemények
- 2004 – Možná mi porozumíš
- 2007 – Povídky o ženách
- 2008 – Šťastné a veselé 2
- 2009 – Ženy vidí za roh
- 2010 – Nauč mě milovat
- 2020 – Krvavý Bronx – novella S dětmi je kříž

### Forgatókönyv
- 2011 – Micimutr
- 2012 – O pokladech

### Magyarul
- Weöres Csepel (Hrdý Budžes) – Kalligram, Pozsony, 2006 · ISBN 8071498793 · Fordította: Csoma Borbála
- Anyegin ruszki volt (Oněgin byl Rusák) – Kalligram, Pozsony, 2009 · ISBN 9788081011689 · Fordította: Csoma Borbála, versfordítás: Leszkovszki Anna
- Dárda (Darda) – Pesti Kalligram, Budapest, 2018 · ISBN 9789634680789 · Fordította: Csoma Borbála
- Hašek, a medve (Medvědí tanec) – Pesti Kalligram, Budapest, 2020 · ISBN 9789634681595 · Fordította: Csoma Borbála, Leszkovszki Anna

## Fordítás
- Ez a szócikk részben vagy egészben  az   Irena Dousková című angol Wikipédia-szócikk fordításán alapul.  Az eredeti cikk szerkesztőit annak laptörténete sorolja fel. Ez a jelzés csupán a megfogalmazás eredetét és a szerzői jogokat jelzi, nem szolgál a cikkben szereplő információk forrásmegjelöléseként.